# 동신중학교 (서울)
동신중학교(東信中學校)는 대한민국 서울특별시 강동구 천호동에 있는 사립 중학교이다.

## 학교 연혁
- 1950년 5월 16일 : 재단법인 광숭학원 및 광숭학교 설립, 초대 교장 구완서 선생 취임
- 1957년 4월 6일 : 정규 중학교 인가
- 1964년 1월 24일 : 재단법인 광숭학원을 학교법인 광숭학원으로 조직 변경
- 1969년 3월 1일 : 중 ·고 분리 운영
- 1970년 2월 28일 : 동신중학교로 교명 변경
- 2002년 8월 9일 : 학교법인 광숭학원을 현강학원으로 명칭 변경
- 2003년 12월 18일 : 제7대 이사장 권영수 선생 취임
- 2012년 3월 2일 : 서울형 혁신학교 운영(2012년-2015년)
- 2023년 2월 9일 : 제68회 졸업식(176명) <총 21,399명 졸업>
- 2023년 3월 1일 : 제19대 교장 안효대 선생 취임
- 2023년 3월 2일 : 2023학년도 입학식(157명)

## 참고 자료
- 동신중학교 - 한국교육학술정보원 학교알리미